# David Stebenne
David Lawler Stebenne is een Amerikaans schrijver en sinds 1993 als associate professor geschiedenis en rechten verbonden aan de Ohio State University. Hij heeft verschillende graden behaald aan de Yale-universiteit (B.A., 1982) en de Ohio State University (J.D. en M.D., 1986) (Ph.D., 1991). Stebenne schreef onder meer de biografie van Arthur Goldberg, onder meer minister onder Kennedy, en Arthur Larson die werkte onder president Eisenhower. Ook publiceert hij in diverse wetenschappelijke tijdschriften.